# For You (album Seleny Gomez)
For You – kompilacja największych przebojów amerykańskiej wokalistki Seleny Gomez, wydany 24 listopada 2014 roku. Zawiera 15 utworów, w tym dwa nowe, i siedem największych hitów, „My Dilemma” w odnowionej wersji, trzy remiksy, hiszpańską wersję piosenki „More” oraz duet z Seleną. Album zadebiutował na 24. miejscu notowania Billboard 200. W pierwszym tygodniu sprzedano ponad 17 000 egzemplarzy.
Jest to ostatni album Seleny wydany poprzez wytwórnię Hollywood Records. Gomez ma obecnie podpisany kontrakt z wytwórnią Interscope Records. Pierwszy krążek nowego wydawnictwa Revival pojawił się 9 października 2015 roku.

## Singel
- „The Heart Wants What It Wants” – singiel zapowiadający album, został wydany 6 listopada 2014 roku. Piosenka otrzymała pozytywne recenzje krytyków oraz znalazła się w dziesiątce hitów Hot 100 oraz w Kanadzie i Danii. Selena pierwszy i ostatni raz zaśpiewała utwór na gali American Music Awards 2014.

## Lista utworów
| For You – Edycja standardowa | For You – Edycja standardowa                                             | For You – Edycja standardowa                                                                     | For You – Edycja standardowa                                      | For You – Edycja standardowa |
| Nr                           | Tytuł utworu                                                             | Autorzy                                                                                          | Produkcja                                                         | Długość                      |
| ---------------------------- | ------------------------------------------------------------------------ | ------------------------------------------------------------------------------------------------ | ----------------------------------------------------------------- | ---------------------------- |
| 1.                           | „The Heart Wants What It Wants”                                          | Selena Gomez, Antonina Armato, Tim James, David Jost                                             | Rock Mafia                                                        | 3:47                         |
| 2.                           | „Come & Get It”                                                          | Ester Dean, Mikkel Storleer Eriksen, Tor Erik Hermansen                                          | Stargate, Dreamlab, Dean                                          | 3:51                         |
| 3.                           | „Love You Like a Love Song (Selena Gomez & the Scene)”                   | Armato, James, Adam Schmalholz                                                                   | Rock Mafia, Karaoglu                                              | 3:08                         |
| 4.                           | „Tell Me Something I Don’t Know (Selena Gomez & the Scene)”              | Armato, Ralph Churchwell, Michael Nielsen                                                        | Rock Mafia, Karaoglu                                              | 2:55                         |
| 5.                           | „Who Says (Selena Gomez & the Scene)”                                    | Emanuel Kiriakou, Priscilla Hamilton                                                             | Kiriakou                                                          | 3:15                         |
| 6.                           | „My Dilemma 2.0 (Selena Gomez & the Scene)”                              | Armato, James, Karaoglu                                                                          | Rock Mafia, Dubkiller, Karaoglu                                   | 3:09                         |
| 7.                           | „Round & Round (Selena Gomez & the Scene)”                               | Kevin Rudolf, Andrew Bolooki, Fefe Dobson, Jeff Halavacs, Jacob Kasher                           | Rudolf, Bolooki, Halatrax                                         | 3:05                         |
| 8.                           | „Forget Forever (Boy Lightning Remix)”                                   | Jason Evigan, Clarence Coffee, Alexander Izquierdo, Jordan Johnson, Stefan Johnson, Marcus Lomax | The Monsters and the Strangerz, Evigan, Stefan Abigdon, Dan Brook | 3:46                         |
| 9.                           | „Slow Down”                                                              | Lindy Robbins, Julia Michaels, Niles Hollowell-Dhar, David Kuncio, Freddy Wexler                 | The Cataracs, Kuncio                                              | 3:30                         |
| 10.                          | „A Year Without Rain (Dave Audé Radio Remix) (Selena Gomez & the Scene)” | Robbins, Toby Gad                                                                                | Gad, Dave Audé                                                    | 3:59                         |
| 11.                          | „Naturally (Dave Audé Radio Remix) (Selena Gomez & the Scene)”           | Armato, James, Karaoglu                                                                          | Rock Mafia, Dave Audé, Karaoglu                                   | 4:01                         |
| 12.                          | „Más („More” – Spanish Version) (Selena Gomez & the Scene)”              | Isaac Hasson, Mher Filian, Robbins, Mark Portman, Ernesto Cortazar, Edgar Cortazar               | SuperSpy                                                          | 3:30                         |
| 13.                          | „Bidi Bidi Bom Bom (duet z Selena)”                                      | Pete Astudillo, Selena Quintanilla-Pérez                                                         | Humberto Gatica                                                   | 4:13                         |
| 14.                          | „Falling Down (Selena Gomez & the Scene)”                                | Ted Bruner, Trey Vittetoe, Gina Schock                                                           | Bane, Vittetoe                                                    | 3:03                         |
| 15.                          | „Do It”                                                                  | Gomez, Armato, James, Jost                                                                       | Rock Mafia, Dubkiller, Thomas Armato Sturges                      | 2:40                         |
|                              |                                                                          |                                                                                                  |                                                                   | 51:52                        |

| For You – Wersja EP | For You – Wersja EP                                         | For You – Wersja EP                                                | For You – Wersja EP                                               | For You – Wersja EP |
| Nr                  | Tytuł utworu                                                | Autorzy                                                            | Produkcja                                                         | Długość             |
| ------------------- | ----------------------------------------------------------- | ------------------------------------------------------------------ | ----------------------------------------------------------------- | ------------------- |
| 1.                  | „The Heart Wants What It Wants”                             | Gomez, Armato, James, Jost                                         | Rock Mafia                                                        | 3:47                |
| 2.                  | „Forget Forever (Boy Lightning Remix)”                      | Evigan, Coffee, Izquierdo, J. Johnson, S. Johnson, Lomax           | The Monsters and the Strangerz, Evigan, Stefan Abigdon, Dan Brook | 3:46                |
| 3.                  | „Do It”                                                     | Gomez, Armato, James, Jost                                         | Rock Mafia, Dubkiller, Thomas Armato Sturges                      | 2:40                |
| 4.                  | „Más („More” – Spanish Version) (Selena Gomez & the Scene)” | Hasson, Filian, Robbins, Portman, Ernesto Cortazar, Edgar Cortazar | SuperSpy                                                          | 3:30                |
|                     |                                                             |                                                                    |                                                                   | 13:43               |

## Notowania i certyfikaty
| Lista (2014-15)                   | Najwyższa pozycja |
| --------------------------------- | ----------------- |
| Austria (Ö3 Austria)              | 73                |
| Belgia Ultratop (Flanders)        | 40                |
| Belgia Ultratop (Wallonia)        | 67                |
| Francja (SNEP)                    | 80                |
| Grecja (IFPI)                     | 32                |
| Hiszpania (PROMUSICAE)            | 40                |
| Irlandia (IRMA)                   | 95                |
| Norwegia (VG-Lista)               | 37                |
| Stany Zjednoczone (Billboard 200) | 24                |
| Wielka Brytania (OCC)             | 64                |
| Włochy (FIMI)                     | 34                |

| Notowanie (2015)                  | Najwyższa pozycja |
| --------------------------------- | ----------------- |
| Stany Zjednoczone (Billboard 200) | 142               |

| Państwo                      | Status      | Sprzedane kopie |
| ---------------------------- | ----------- | --------------- |
| Brazylia (Pro-Música Brasil) | złota płyta | 20,000          |
| Meksyk (AMPROFON)            | złota płyta | 30,000          |
| Stany Zjednoczone (RIAA)     | -           | 112,000         |

## Historia wydania
| Państwo           | Data              | Format                | Wytwórnia | Źródło        |
| ----------------- | ----------------- | --------------------- | --------- | ------------- |
| Czechy            | 24 listopada 2014 | CD • digital download | Hollywood | [ 21 ] [ 22 ] |
| Węgry             | 24 listopada 2014 | CD • digital download | Hollywood | [ 23 ]        |
| Stany Zjednoczone | 24 listopada 2014 | CD • digital download | Hollywood | [ 24 ] [ 25 ] |
| Australia         | 28 listopada 2014 | CD • digital download | Hollywood | [ 24 ] [ 25 ] |
| Niemcy            | 28 listopada 2014 | CD • digital download | Hollywood | [ 26 ]        |
| Francja           | 8 grudnia 2014    | CD • digital download | Hollywood | [ 27 ] [ 28 ] |
| Wielka Brytania   | 26 stycznia 2015  | CD • digital download | Hollywood | [ 29 ]        |
| Japonia           | 4 marca 2015      | CD • digital download | Universal | [ 30 ]        |